# Glypholomatinae
A Glypholomatinae a rovarok (Insecta) osztályában  a holyvafélék (Staphylinidae) családjának alcsaládja. Mindössze 2 nemet sorolnak ide.

## Rendszerezés
Glypholoma (Jeannel, 1962) - 7 faj (=Lathrimaeodes (Scheerpeltz, 1972))
Proglypholoma aenigma (Thayer, 1997)

## Fordítás
- Ez a szócikk részben vagy egészben  a   Glypholomatinae című orosz Wikipédia-szócikk fordításán alapul.  Az eredeti cikk szerkesztőit annak laptörténete sorolja fel. Ez a jelzés csupán a megfogalmazás eredetét és a szerzői jogokat jelzi, nem szolgál a cikkben szereplő információk forrásmegjelöléseként.